# Coelioxys tepaneca
Coelioxys tepaneca är en biart som beskrevs av Cresson 1878. Coelioxys tepaneca ingår i släktet kägelbin, och familjen buksamlarbin. Inga underarter finns listade i Catalogue of Life.